# 弗拉基米尔·弗拉基米罗维奇·普什卡廖夫
弗拉基米尔·弗拉基米罗维奇·普什卡廖夫（羅馬化：Vladimir Vladimirovich Pushkaryov；1921年5月24日—1994年12月2日）是一名苏联举重运动员。1950年，他赢得了欧洲锦标赛中量级冠军，并在世界锦标赛上获得铜牌。他是1949年、1951年、1952年和1954年苏联冠军，并在1946年、1948年和1950年获得第二名。